# Charminar
Charminar je džamija i jedan od najpopularnijih spomenika u indijskom grad Hyderabadu.
Tadašnji vladar regije, Muhammad Quli Qutb Shah, dao je sagradit ovaj spomenik 1591.g. ubrzo nakon što je glavni grad preselio iz Golkonda u tada novoosnovani grad Hyderabad. Prema legendi Quli Qutb Shah se je zavjetovao Alahu da će na mjestu gdje se je zavjetovao sagradit džamiju ako Alah zaustavi kugu. Džamija nosi ime Charminar prema svoja četiri minareta (perzijski: char = četiri; arapski: minaret = toranj). Sama džamija se nalazi na najvišema katu ove građevine od četiri kata. Sva četiri minareta visoka su 48.7 metara.